# أخاذ

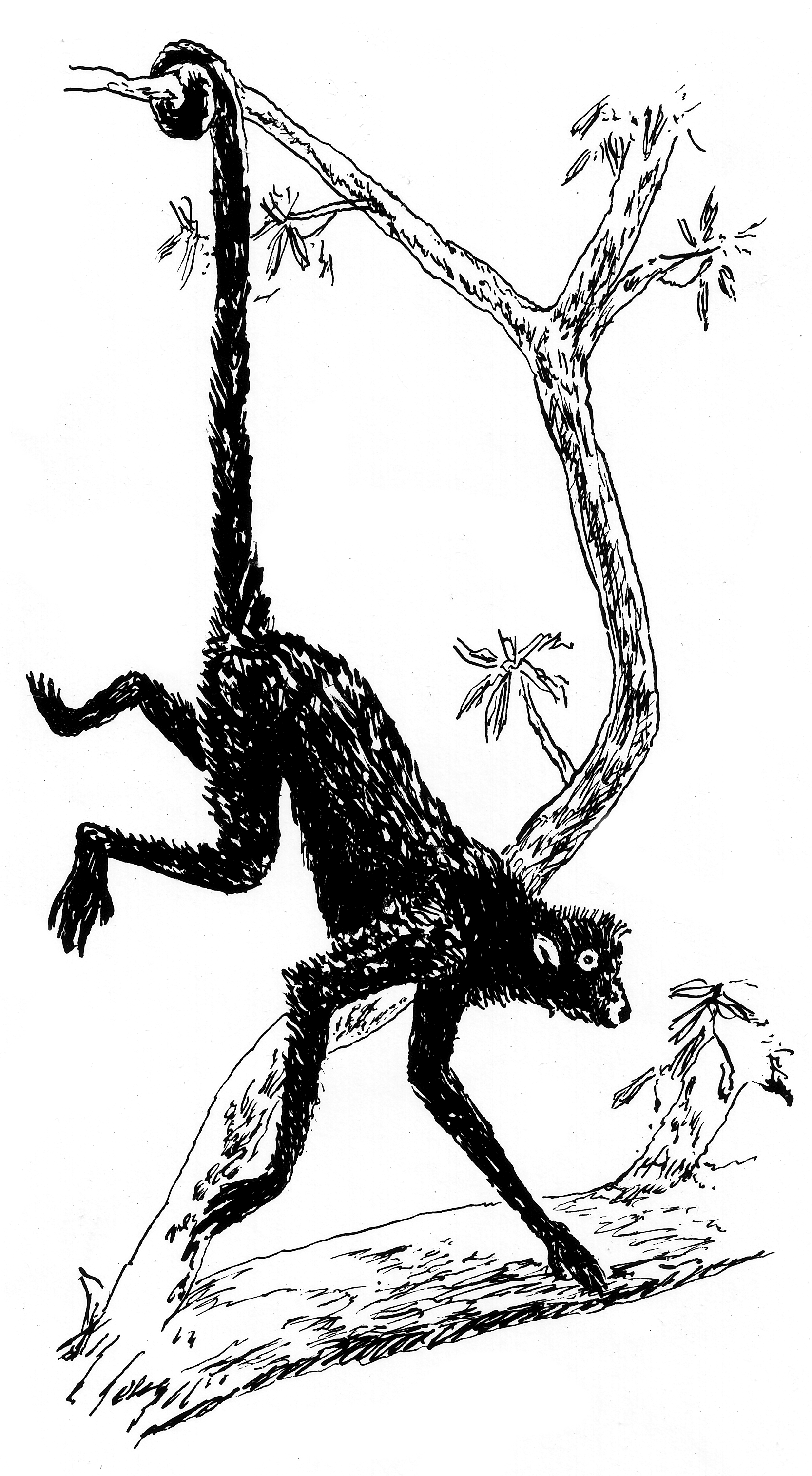
ذيلٌ أخَّاذٌ أو قابضٌ.

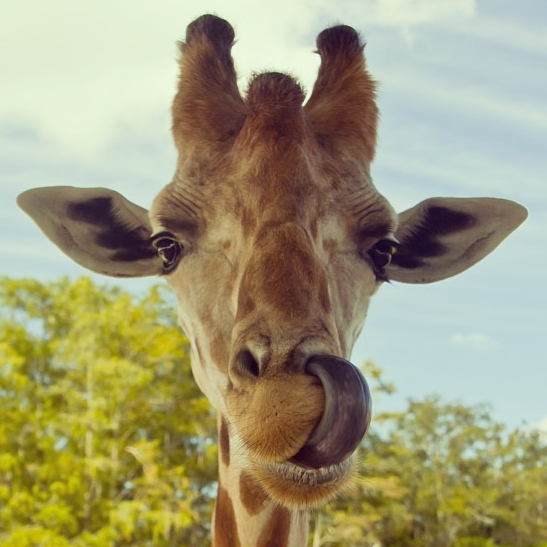
لسان الزرافة المرن

أخَّاذ نعتٌ وصفيّ يُطلق على كل عضو يتميز بخاصية الاقتلاف والأخذ كاللسان والذنب في بعض الحيوانات والحشرات.
| اليدين و الأقدام | - أيدي الرئيسيات كلها قابلة للإمساك بدرجات متفاوتة - الكفوف الأمامية من حيوانات الراكون والعديد من أقاربهم قابلة للإمساك بشىء. - يمكن أن تكون أقدام طيور الجاسرين قابلة للإمساك بشىء | - أيدي الرئيسيات كلها قابلة للإمساك بدرجات متفاوتة - الكفوف الأمامية من حيوانات الراكون والعديد من أقاربهم قابلة للإمساك بشىء. - يمكن أن تكون أقدام طيور الجاسرين قابلة للإمساك بشىء |
| ذيول             | - قرود العالم الجديد لها ذيول قابلة للإقتلاف - ذيول العديد من السحالي الموجودة (أبو بريص ، والحرباء ، وأنواع من السقنقور) قابلة للإمساك بشىء - تمسك فرس البحر الأعشاب البحرية بذيولها. - اعتبربت العديد من الحيوانات الأحفورية أنها تمتلك ذيولًا تُمسك بها، بما في ذلك العديد من أشباه الزاحفات المنجلية في أواخر العصر الترياسي، وربما أواخر العصر البرمي | - قرود العالم الجديد لها ذيول قابلة للإقتلاف - ذيول العديد من السحالي الموجودة (أبو بريص ، والحرباء ، وأنواع من السقنقور) قابلة للإمساك بشىء - تمسك فرس البحر الأعشاب البحرية بذيولها. - اعتبربت العديد من الحيوانات الأحفورية أنها تمتلك ذيولًا تُمسك بها، بما في ذلك العديد من أشباه الزاحفات المنجلية في أواخر العصر الترياسي، وربما أواخر العصر البرمي |
| لسان             | - ألسنة الزرافات على وجه الخصوص ، يمكن الإمساك بها - بعض ألسنة ذات الحوافر الأخرى قد يُمسك بها | |
| الأنف            | - أنوف الفيلة والتابير قابلة للإمساك بشىء | |
| الشفة أو الشفتين | - شفاه سمك الحفش في البحيرة وإنسان الغاب والخيول ووحيد القرن - الشفة العليا لخروف البحر الهندي الغربي | |
| مخالب            | - أذرع الأخطبوط والحبار وصرير نوتيلوس - إلى حدٍ ما ، يمكن لمخالب شقائق النعمان البحرية والهيدرا وبعض اللافقاريات الأخرى أن تمسك بالأشياء وتحركها | - أذرع الأخطبوط والحبار وصرير نوتيلوس - إلى حدٍ ما ، يمكن لمخالب شقائق النعمان البحرية والهيدرا وبعض اللافقاريات الأخرى أن تمسك بالأشياء وتحركها |